# Teken van Stemmer
Het Teken van Stemmer (ook wel Proef van Stemmer genoemd) wordt als palpatie gebruikt om lymfoedeem te herkennen. Hierbij wordt getracht de huid tussen de tweede en derde teen van de voet beet te pakken. Lukt dit niet dan is het Teken van Stemmer positief. Dit wordt gezien als een belangrijke indicatie van lymfoedeem.